# ジョー (歌手)
ジョー・ルイス・トーマス（Joe Lewis Thomas）ことジョー（Joe、1973年7月5日 - ）は、アメリカ合衆国のR&Bシンガーソングライター、音楽プロデューサー。2002年にはグラミー賞に7部門ノミネートされた。

## ディスコグラフィ

### スタジオ・アルバム
- エヴリシング（英語版）（1993年）
- オール・ザット・アイ・アム（英語版）（1997年）
- マイ・ネーム・イズ・ジョー（英語版）（2000年）
- ベター・デイズ（英語版）（2001年）
- アンド・ゼン…（英語版）（2003年）
- エイント・ナッシン・ライク・ミー（英語版）（2007年）
- ジョー・トーマス、ニュー・マン（英語版）（2008年）
- シグニチャー（英語版）（2009年）
- ホーム・イズ・ジ・エッセンス・オブ・クリスマス（英語版）（2010年）
- グッド・バッド・ セクシー（英語版） (2011年)
- ダブルバック:エヴォリューション・オブ・R&B（英語版）（2013年）
- Bridges（英語版）
- マイ・ネーム・イズ・ジョー・トーマス（英語版）（2016年）

### コンピレーション・アルバム
- グレイテスト・ヒッツ（英語版）（2008年）

### ホリデー・アルバム
- メイク・シュア・ユア・ホーム・フォー・クリスマス（英語版）（2009年）